# Aubrey Joseph
Pour les articles homonymes, voir Joseph.
Aubrey Joseph, né le 26 novembre 1997 à Brooklyn dans New York, est un acteur américain.
Il est connu pour interpréter le personnage de comics Tyrone Johnson / « La Cape » dans la série télévisée américaine, Cloak and Dagger de Marvel Comics.

## Biographie

### Carrière
En janvier 2017, il rejoint le casting principal de la série télévisée Cloak and Dagger dans le rôle de Tyrone Johnson / « La Cape », aux côtés d'Olivia Holt. La série est diffusée depuis le 7 juin 2018 sur Freeform,. Pour ce rôle, il sera nommé dans la catégorie "Meilleur acteur de séries télévisées de l'été" lors de la 20e cérémonie des Teen Choice Awards.

## Filmographie

### Cinéma
- 2013 : Apprenti Gigolo de John Turturro : Cefus
- 2015 : Night Run de Jaume Collet-Serra : Curtis 'Legs' Banks
- 2017 : A Quaker Sound : Elias (court métrage)
- 2018 : The High Bridge : Abel (court métrage)
- 2022 : The Inspection d'Elegance Bratton : Boles

### Télévision

#### Téléfilms
- 2015 : Death Pact : Martin

#### Séries télévisées
- 2014 : New York, unité spéciale : Yusuf Barré (saison 15, épisode 11)
- 2016 : The Night Of : Dwight Gooden Stone (mini-série - 3 épisodes)
- 2018 - 2019 : Cloak and Dagger : Tyrone Johnson / « La Cape » (rôle principal)
- 2019 : Runaways : Tyrone Johnson / « La Cape » (saison 3 épisode 7 et 8)
- 2019 - 2020 : Spider-Man :  Tyrone Johnson / « La Cape » (voix - saison 2 épisode 18, 21 et saison 3 épisode 3)

## Voix françaises
En France, Alexis Gilot est la voix française de Aubrey Joseph dans Cloak and Dagger (série télévisée)

## Distinctions
Sauf indication contraire, les informations mentionnées dans cette section peuvent être confirmées par la base de données cinématographiques IMDb,  présente dans la section « Liens externes ».
| Année | Prix                                 | Catégorie                               | Nomination       | Résultat   |
| ----- | ------------------------------------ | --------------------------------------- | ---------------- | ---------- |
| 2018  | 20e cérémonie des Teen Choice Awards | Meilleur acteur dans une série de l'été | Cloak and Dagger | Nomination |